# Anton Seidl
Pour les articles homonymes, voir Seidl.
Anton Seidl, né à Pest, actuellement Budapest, le 7 mai 1850 et mort à New York le 28 mars 1898, est un chef d'orchestre hongrois naturalisé américain en 1891.

## Biographie
Anton Seidl entre en octobre 1870 au conservatoire de Leipzig, jusqu'à ce qu'il soit appelé en 1872 à Bayreuth pour devenir l'un des copistes de Richard Wagner. Il contribue à la réalisation de la première copie fidèle de L'Anneau du Nibelung et en 1876 il participe au premier Festival de Bayreuth.
Sa carrière de chef d'orchestre prend une tournure nouvelle lorsque, sur la recommandation de Wagner, il est nommé chef à l'Opéra de Leipzig, où il demeure jusqu'à ce qu'en 1882 il parte en tournée avec la troupe de L'Anneau du Nibelung d'Angelo Neumann (en), notamment à Brême de 1883 à 1885, et à Prague. En 1885, il épouse la chanteuse autrichienne Auguste Kraus (de).
C'est en octobre 1885 que Seidl se produit pour la première fois en tournée à New York, il dirige Lohengrin en novembre au Metropolitan Opera où, l'année suivante, il obtient un succès retentissant en dirigeant Tristan und Isolde avec Lilli Lehmann et Albert Niemann dans les rôles principaux. C'est à partir de là qu'il s'installe définitivement à New York et dirigera régulièrement l'orchestre du Metropolitan Opera jusqu'en 1897. En 1891, il dirige la première de Parsifal à Boston, et la même année, il est nommé directeur musical de l'Orchestre philharmonique de New York, à la tête duquel il restera jusqu'à sa mort en 1898 ; c'est ainsi qu'il dirige le 16 septembre 1893 à Carnegie Hall la création mondiale de la neuvième symphonie, « Du nouveau monde », de Dvořák, dont l'impact sur la musique classique américaine sera considérable.
À partir de son installation à New York, ses relations avec la famille Wagner, notamment avec Cosima Wagner, se font plus distantes, et il ne retournera qu'une seule fois à Bayreuth, en 1897, pour y diriger Parsifal.
Le prix Anton Seidl, décerné par la Wagner Society de New York, récompense les meilleures interprètes de Wagner qui se sont produits au Metropolitan Opera ; parmi les lauréats figurent notamment James Levine, Birgit Nilsson et Jon Vickers.